# Facultatea de Drept (stație de metrou)
Facultatea de Drept (denumită Hașdeu până în 2023) este o stație planificată de pe magistralele M4 și M5, ce urmează a fi construită în București.